# Linea Rossa (metropolitana di Doha)
La linea Rossa (in arabo الخط الأحمر, al-khaṭ al-'āḥmar, IPA: [alxatˤ alʔaːħmar]) è una linea della metropolitana di Doha che collega la città da nord, con capolinea Lusail, a sud, dividendosi poi in due diramazioni, una verso sud-est con capolinea l'Aeroporto Internazionale Hamad e l'altra verso sud con capolinea Al Wakrah.
È conosciuta anche come "linea costiera" (in arabo الخط الشاطئ, al-khaṭ al-shāṭáʼ, IPA: [alxatˤ alʃaːtˤaːʔ]) poiché il suo percorso si sviluppa per lunghi tratti lungo la linea di costa del golfo Persico.

## Storia
L'8 maggio 2019 è stata inaugurata la prima tratta della linea, compresa tra Al Qassar e Al Wakrah e composta da 13 stazioni. Il 10 dicembre 2019 sono state aperte la diramazione per l'Aeroporto Internazionale Hamad e il prolungamento verso nord fino a Lusail, esclusa la stazione di Legtaifiya. Legtaifiya è stata inaugurata il 1º settembre 2020.

## Stazioni
La linea ha una lunghezza di 40 km e possiede 18 stazioni.
| Nome                              | Nome in arabo          | Interscambi       |
| --------------------------------- | ---------------------- | ----------------- |
| Lusail                            | لوسيل                  |                   |
| Qatar University                  | جامعة قطر              |                   |
| Legtaifiya                        | لقطيفية                |                   |
| Katara                            | كتارا                  |                   |
| Al Qassar                         | القصار                 |                   |
| DECC                              | مركز المعارض           |                   |
| West Bay                          | الخليج الغربي          |                   |
| Corniche                          | الكورنيش               |                   |
| Al Bidda                          | البدع                  | Linea Verde       |
| Msheireb                          | مشيرب                  | Linee Verde e Oro |
| Al Doha/Al Jadeda                 | الدوحة الجديدة         |                   |
| Umm Ghuwailina                    | أم غويلينة             |                   |
| Al Matar/Al Qadeem                | الدوحة الجديدة         |                   |
| Oqba Ibn Nafie                    | عقبة بن نافع           |                   |
| Aeroporto Internazionale Hamad T1 | 1 مطار حمد الدولي مبنى |                   |
| Free Zone                         | المنطقة الحرة          |                   |
| Ras Bu Fontas                     | راس بو فنطاس           |                   |
| Al Wakrah                         | الوكرة                 |                   |